# Рулевое колесо

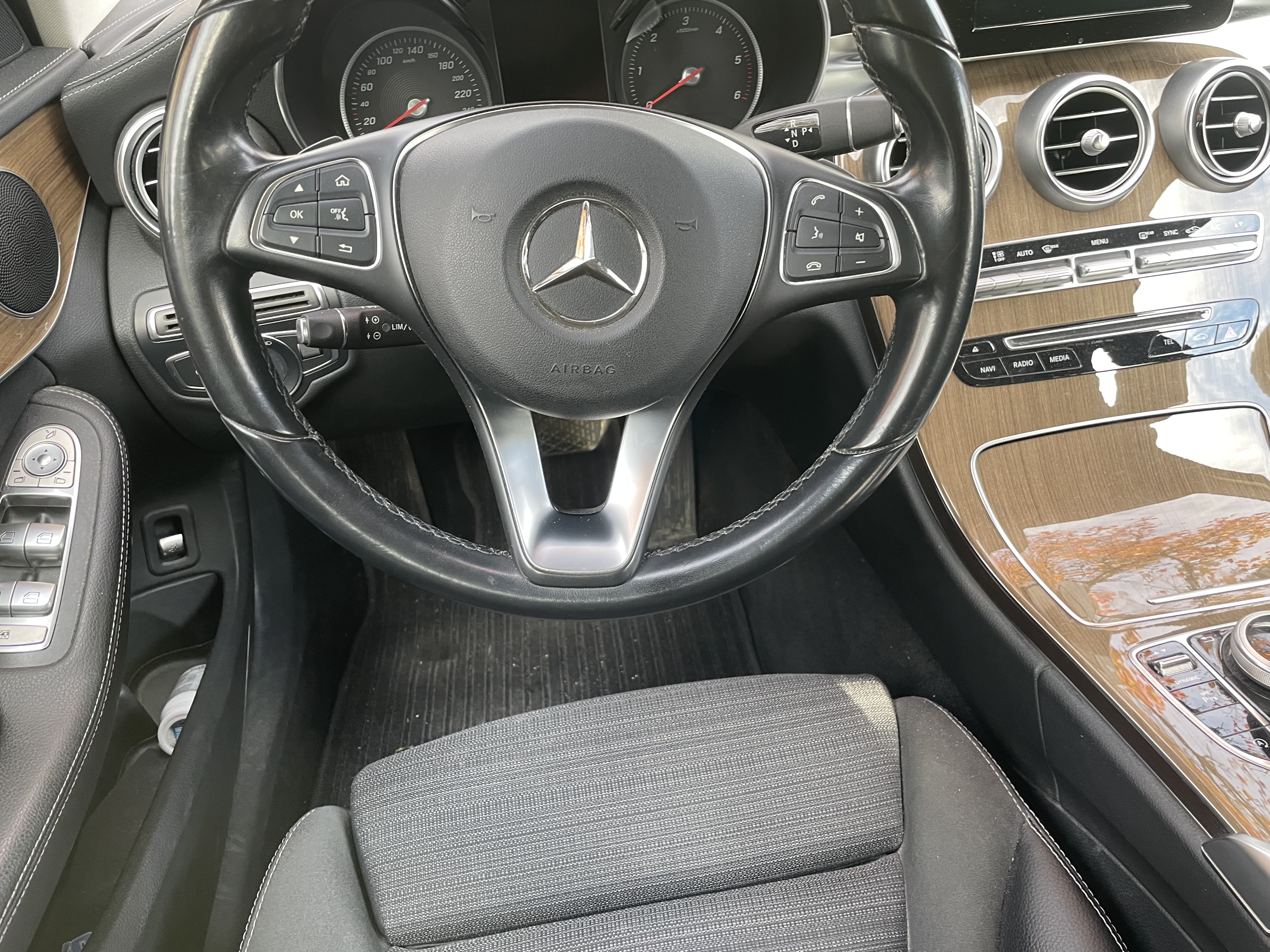
Автомобильный руль

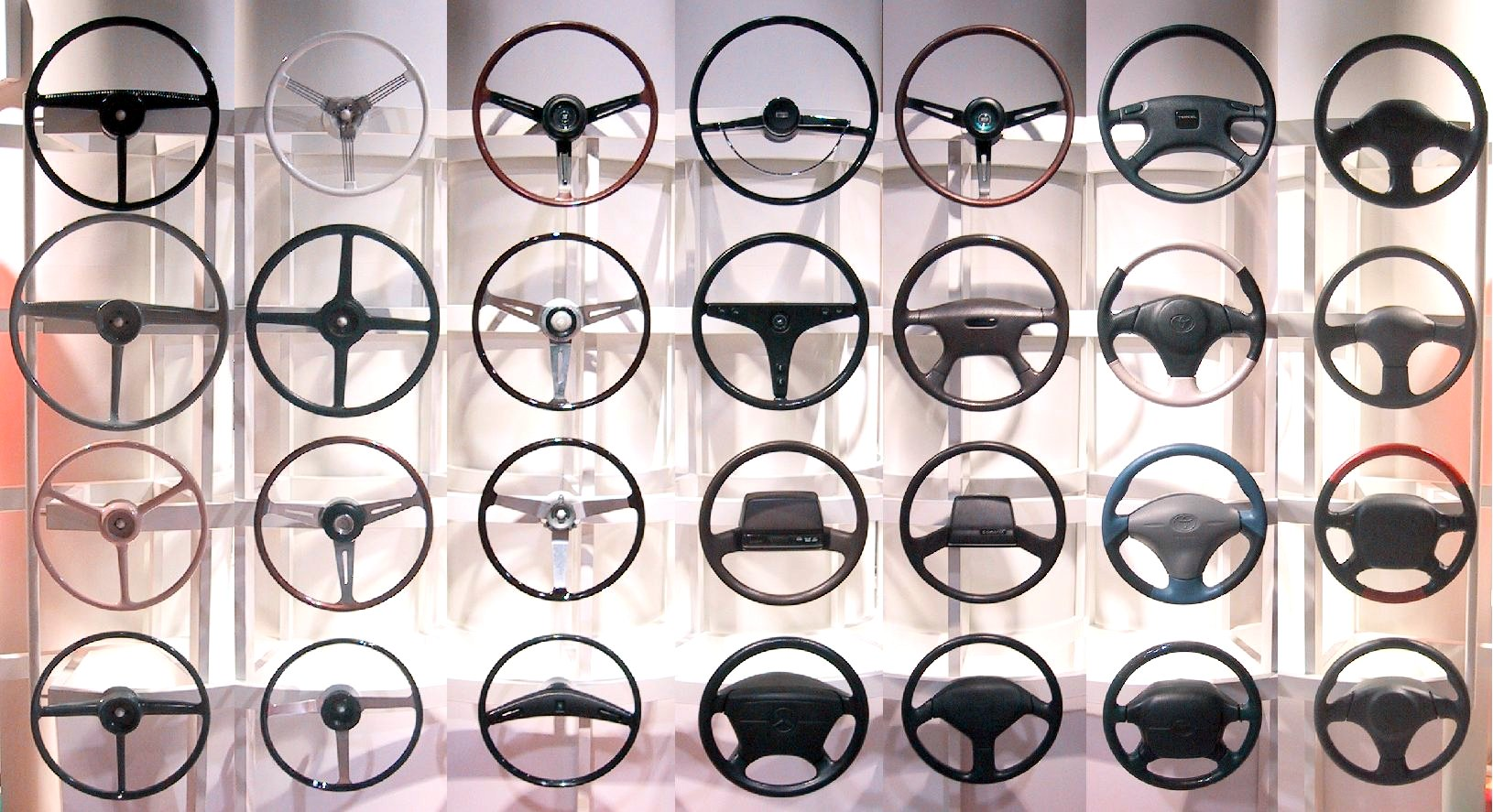
Рулевые колеса различных периодов

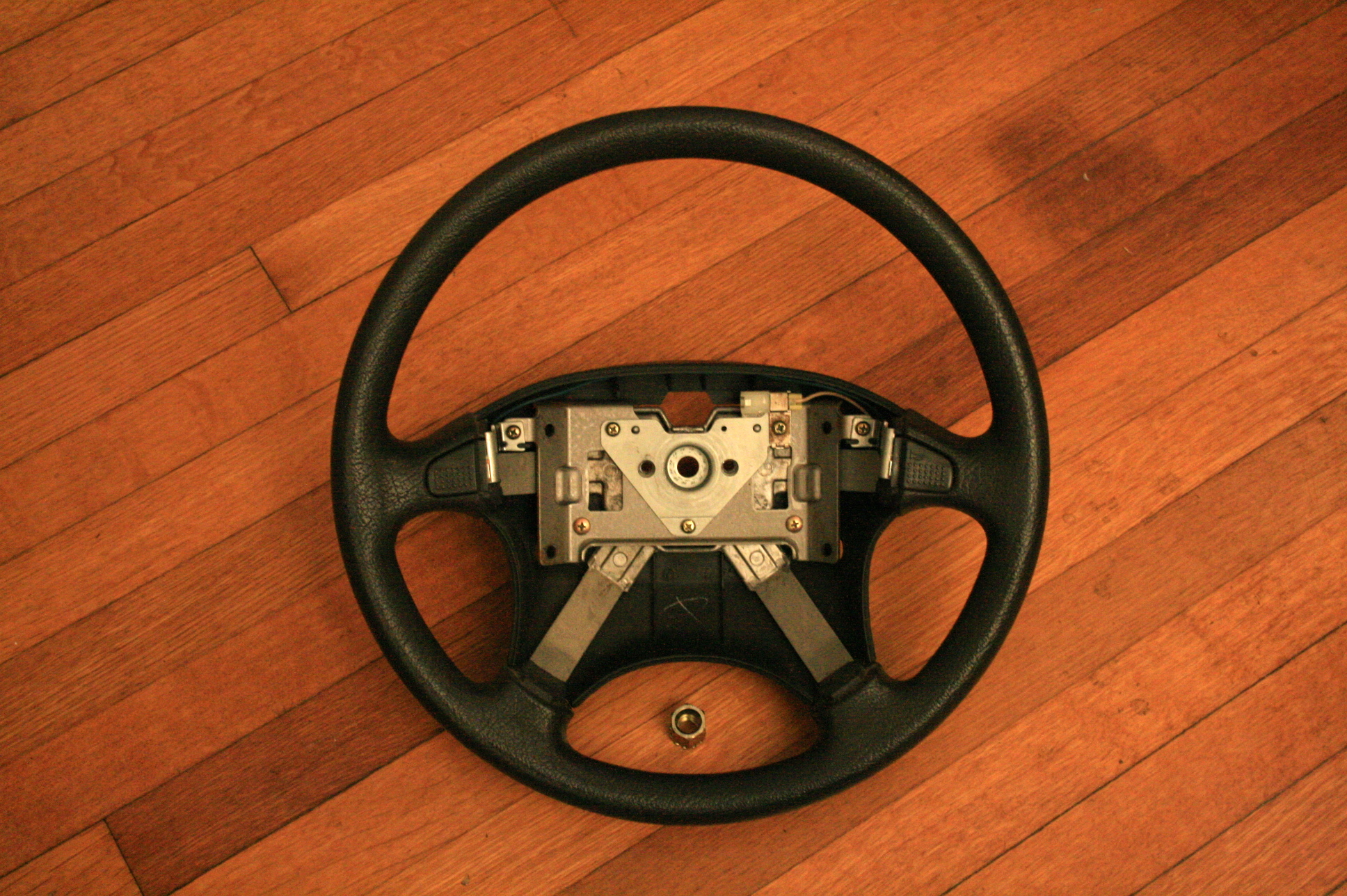
Рулевое колесо с извлечённой подушкой безопасности

Рулевое колесо (руль) — устройство для управления движением автомобиля, транспорта в заданном направлении.
Руль используется в большинстве современных наземных транспортных средств, включая все автомобили массового производства, лёгкие и тяжёлые грузовики. Рулевое колесо — часть системы управления, на которую непосредственно воздействует водитель; вся остальная часть системы реагирует на подобные водителю входные воздействия. Это может быть прямой механический контакт как в механизме с шариковой гайкой или с шестернями реечной передачи, без или с помощью гидроусилителя или как в автомобилях современного производства с помощью компьютерных приводов, известных как рулевое управление с электроусилителем. С введением в Соединённых Штатах федерального транспортного регулирования в 1968 году, согласно пункту 114 «Федеральных стандартов по безопасности автомобилей» требуется блокировка поворота руля, чтобы затруднить кражу автомобиля; в большинстве автомобилей блокировка происходит после извлечения ключа из замка зажигания. На новых автомобилях в руль часто встраивают дистанционные аудиорегуляторы.

## История

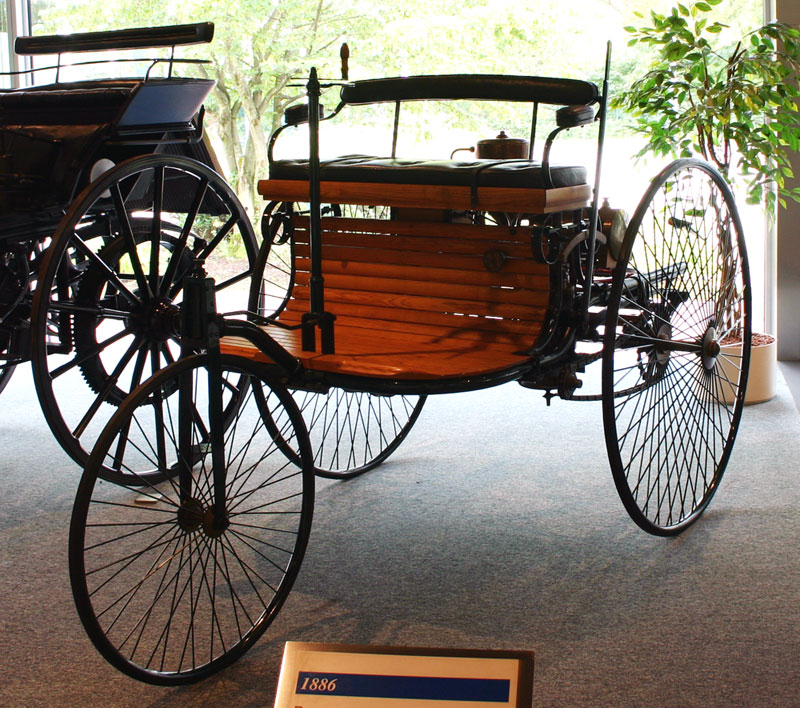
Автомобиль Бенца, 1885 год. Первый серийный автомобиль с двигателем внутреннего сгорания управлялся с помощью рукоятки

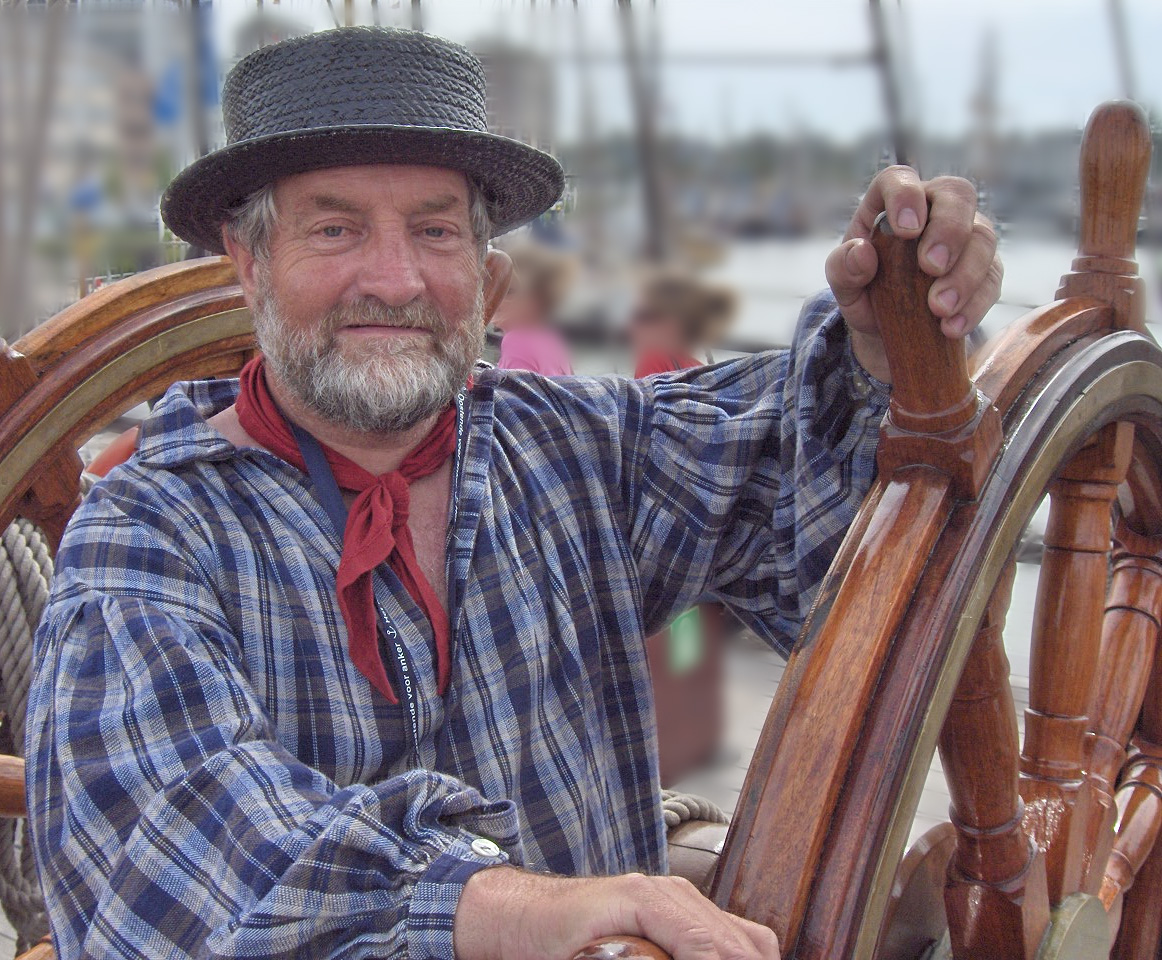
Штурвал (аналог рулевого колеса) давно использовался на судах

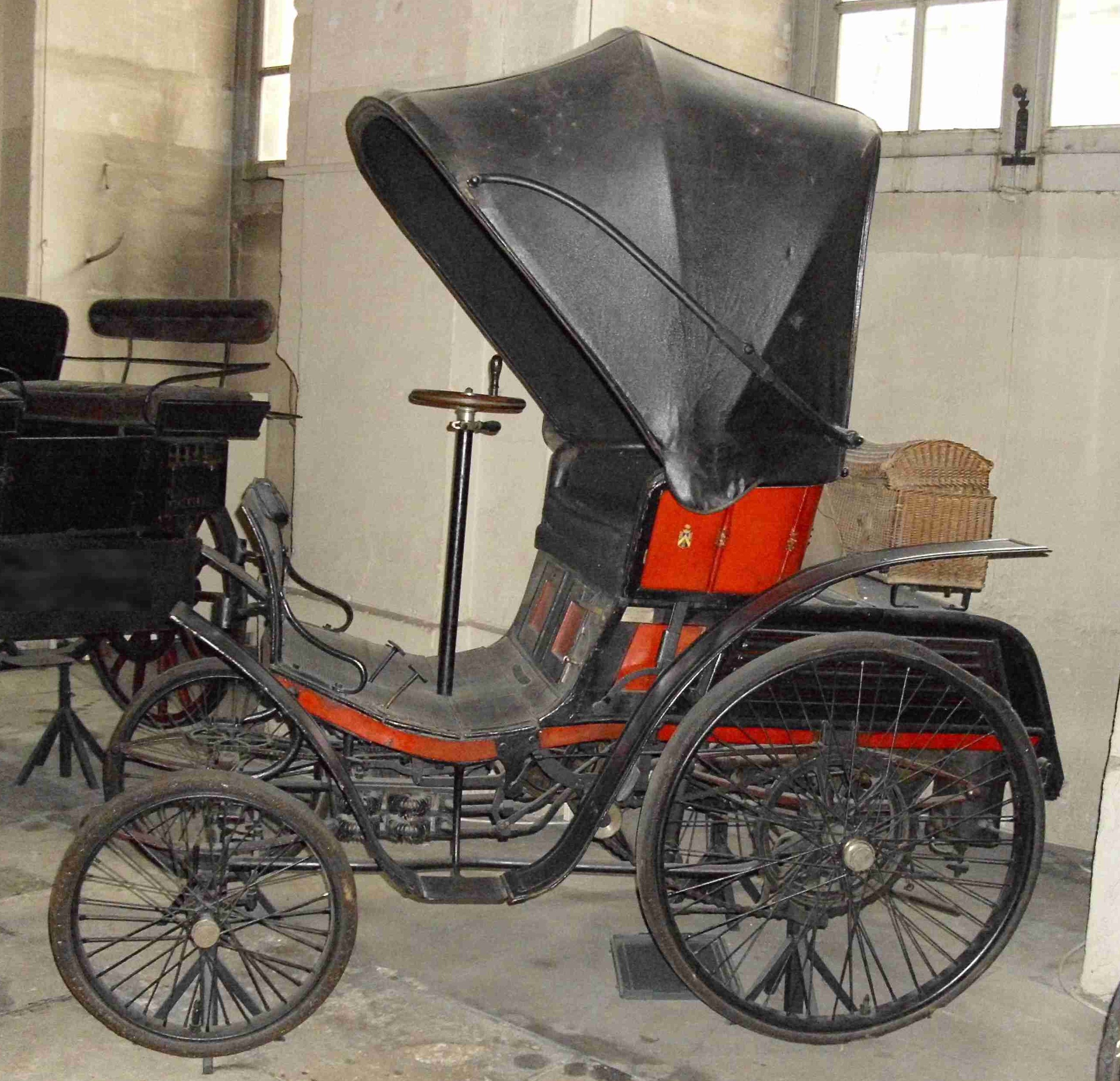
Автомобиль 1897 года с рукояткой

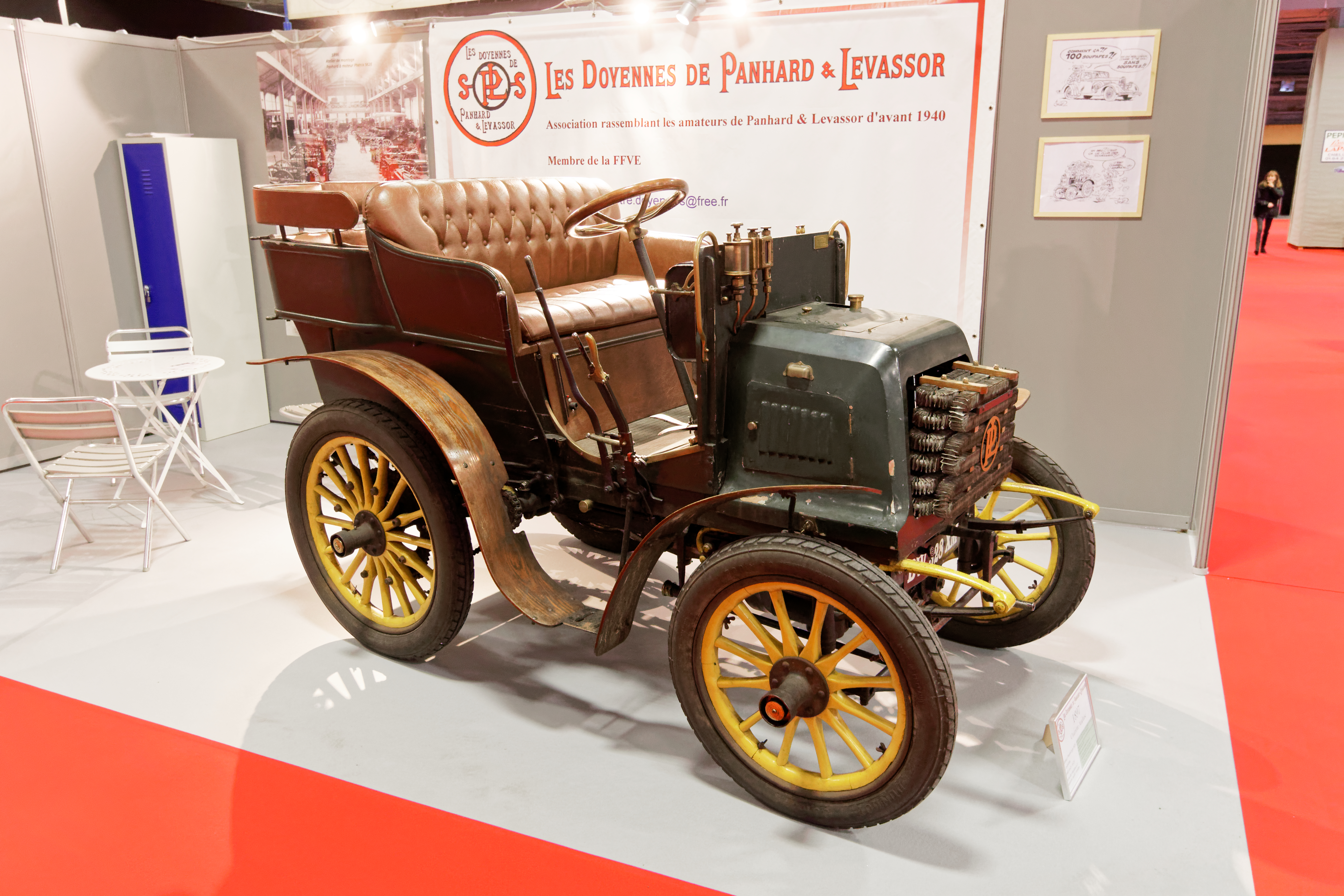
Автомобиль 1897 года с рулевым колесом

Первыми автомобилями управляли с помощью рукоятки, однако в 1894 году Альфред Вашерон принял участие в гонке Париж — Руан с моделью Panhard мощностью 4 л. с., которая была оснащена рулевым колесом. Это, как полагают, одно из самых ранних использований такого принципа управления.

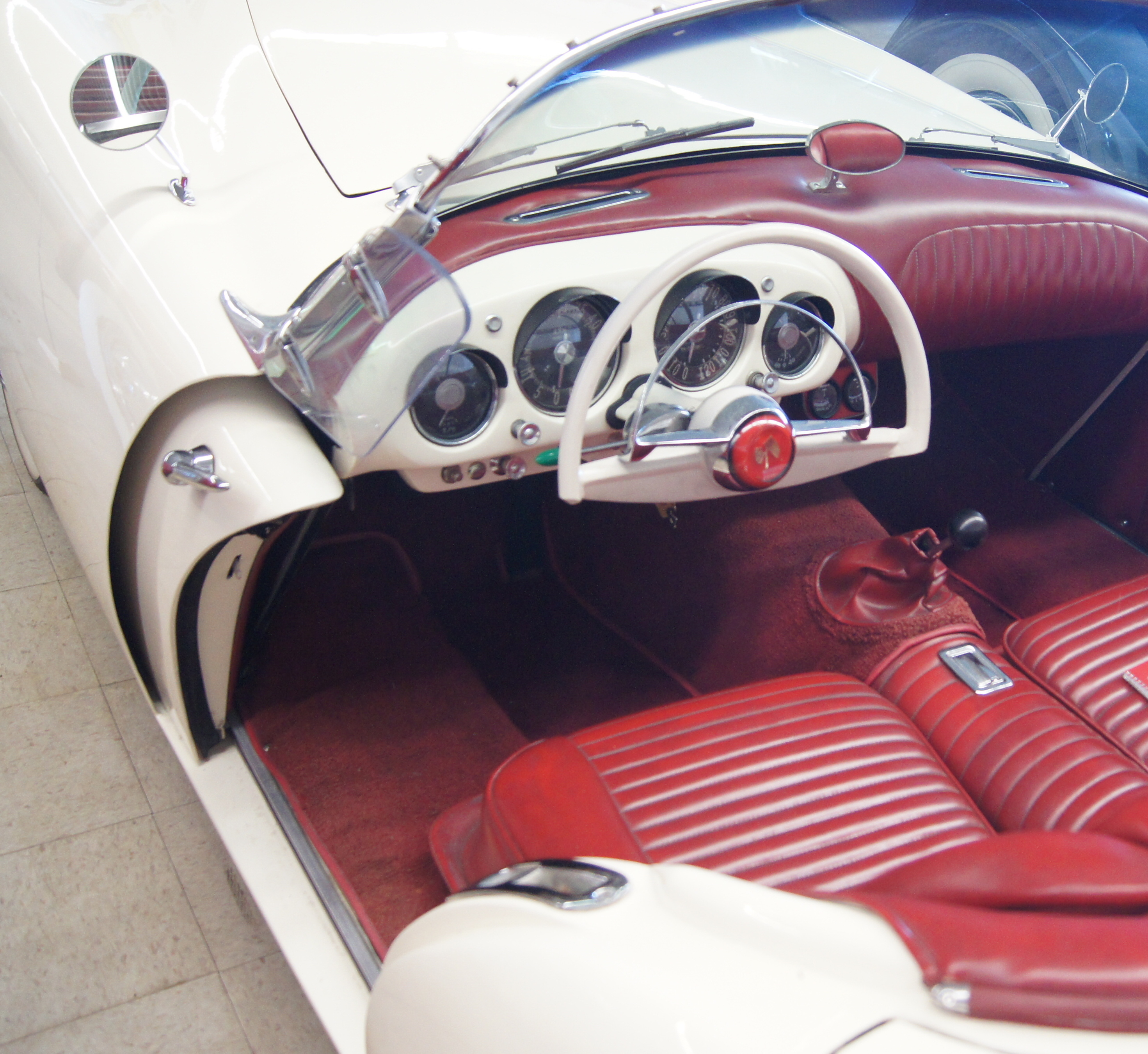
автомобиль 1954 года с необычным рулём

С 1898 года автомобили компании Panhard et Levassor оснащались рулевым колесом уже как стандарт. Чарльз Стюарт Роллс представил первый в Британии автомобиль, оснащённый рулевым колесом, когда в 1898 году он импортировал из Франции Panhard мощностью 6 л. с.. Артур Константин Кребс заменил рукоятку наклонённым рулевым колесом для машины Panhard, которую он спроектировал для гонки Париж — Амстердам, проходившую с 7 по 13 июля 1898 года. В 1899 году компания Packard использовала руль на второй построенной ей машине. В течение десятилетия рулевое колесо полностью вытеснило рукоятку.

## Легковые автомобили

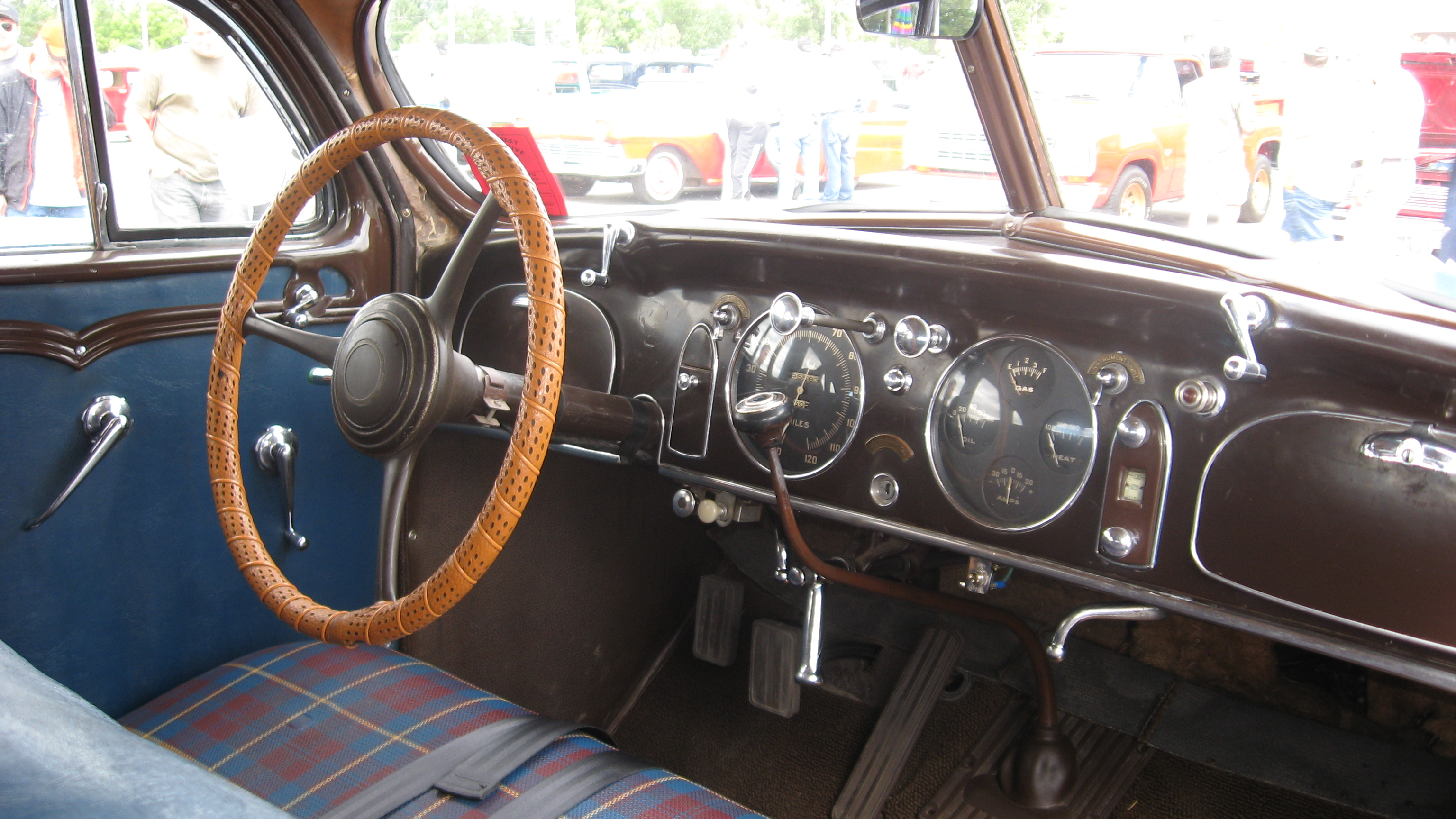
Небезопасный руль в 1930-х. Рулевое колесо жёсткое, а рулевая колонка несгибающаяся. Таким образом повышается риск того, что руль проткнёт водителя при аварии

Руль для легковых автомобилей, как правило, круглый и установлен на рулевую колонку во втулку, присоединённую к внешнему кольцу рулевого колеса одной или несколькими спицами (с одной спицей — довольно редкое исключение). Другие классы автомобилей могут использовать форму бабочки или иную форму. В странах с левосторонним движением руль обычно находится на правой стороне автомобиля (праворульная компоновка); в странах с правосторонним движением — на левой стороне (леворульная компоновка).
Помимо функции управления, на руле обычно располагается кнопка подачи звукового сигнала. В дополнении к этому, многие современные автомобили могут иметь и другие манипуляторы, встроенные в рулевое колесо, такие как круиз-контроль и кнопки аудиосистемы. Таким образом повышается досягаемость этих манипуляторов для водителя.
В 1968 году в нормы Соединённых Штатов («Федеральные стандарты по безопасности автомобилей», Стандарт № 204) была внесена поправка о приемлемом смещении рулевого колеса в заднюю сторону автомобиля в случае аварии. Для реализации этого стандарта потребовались складывающиеся (энергопоглощающие) рулевые колонки.
Усилитель руля позволяет водителю легче управлять автомобилем. В основе современного усилителя почти всегда лежит гидравлическая система, хотя электрические системы неуклонно заменяют эту технологию. Изобретены и механические системы усиления (например Студебеккер, 1952 год), однако их большие сложность и вес перекрывают все преимущества.
Ни один из альтернативных способов управления легковым автомобилем не был так успешно введён в действие, как рулевое колесо.

## Другие разработки

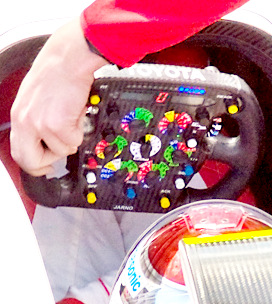
Современный руль Формулы-1 имеет кнопки и рычажки различного назначения, а также измерительные индикаторы и другие важные элементы, которые обычно расположены на приборной панели

В некоторых спорткарах, например, в McLaren F1, и в большинстве однопосадочных гоночных автомобилей рулевое колесо расположено в центре салона.
Так как водитель может находиться за рулём многие часы, то руль разрабатывается с учётом эргономики. Однако более важной является задача эффективной передачи крутящего момента водителем на руль, это особенно важно там, где нет усилителя руля или в тех редких случаях, когда над ним теряется контроль. Обычно руль изготавливают из стали или алюминия с пластиковыми или прорезиненными местами хвата, прессованными над или вокруг них. Некоторые водители заказывают виниловые или тканевые покрытия для руля для увеличения хватки или комфорта, или просто для улучшения внешнего вида. Ещё одним приспособлением, служащим для облегчения руления, является дополнительная рукоятка.
Аналогичное устройство в воздушных судах называется ручкой управления. Водные суда, управляемые штурвалом, наверное, вдохновили концепцию рулевого колеса.

### Рулевое колесо «Банджо»

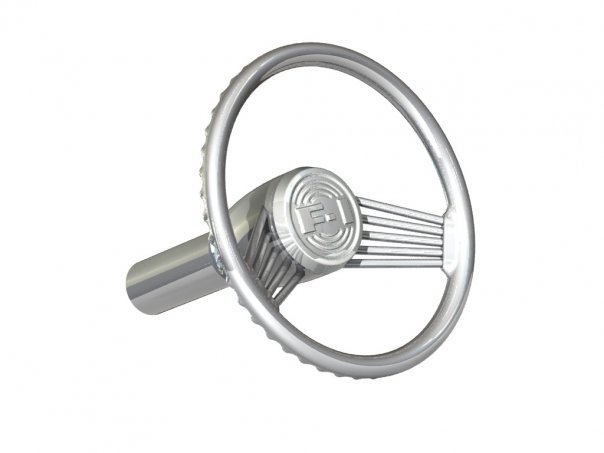
Руль «Банджо»

Руль «Банджо» был дополнением к стандартной комплектации на многих ранних автомобилях. Проволочные спицы играли роль буфера или амортизатора между руками водителя и дрожью на дороге. В большинстве случаев было 3 или 4 спицы, сделанные каждая из четырёх или пяти проволок. Отсюда и название, как у музыкального инструмента: «Банджо».
Отклоняемый руль
Разработанный Эдвардом Джеймсом Лобделлом, отклоняемый руль с семью позициями был сделан доступным в 1963 году в нескольких продуктах General Motors. Первоначально как роскошная автомобильная опция, функция отклонения помогает настроить рулевое колесо путём смещения вверх и вниз по дуге. Отклоняемый руль основан на храповом механизме, расположенном на рулевой колонке прямо под рулевым колесом. Сняв храповую защёлку, можно настроить руль, направляя его вверх или вниз, в то время как рулевая колонка остаётся неподвижной. В некоторых конструкциях ось наклона размещается немного спереди вдоль колонки, задавая большой вертикальный ход рулевого колеса с маленьким фактическим отклонением, в то время как в других конструкциях ось — почти внутри рулевого колеса, позволяя регулировать угол рулевого колеса, почти не изменяя его высоту.
Телескопическое рулевое колесо
Разработанное в General Motors, телескопическое рулевое колесо может настраиваться бесконечным числом положений в трёхдюймовом диапазоне. Данная разработка была представлена как эксклюзивная опция к автомобилям Cadillac в 1965 году.
Регулируемая рулевая колонка
В ответ на это появились регулируемые рулевые колонки, которые позволяли регулировать высоту в небольшом диапазоне, но, что более важно, позволяли настраивать наклон руля. Большинство из этих систем работало с компрессионными замками или электрическими моторами вместо храпового механизма. Последний позволяет запоминать настройки и использовать их, когда в машину садится водитель, или отодвигать руль, когда требуется войти или выйти.
Отводное рулевое колесо
Появилось в 1961 году в Ford Thunderbird и на всем протяжении 1960-х было доступно на остальных моделях Ford. Отводное рулевое колесо позволяло в режиме парковки отодвигать его на 9 дюймов вправо, что было очень удобным для входа и выхода водителя из машины.

## Использование
Рулевое колесо необходимо использовать направляющими вращающими движениями рук и быстрым вращением с помощью запястий. Чтобы гарантировать безопасность своим конечностям, необходимо быть внимательным и осмотрительным. Постоянно используемые движения должны выполняться с осторожностью.

### Техники руления
Перехват. Заключается в том, что при повороте водитель перехватывает руль в определённых точках. Как правило, руки расположены на десять и на два часа. Эффективная техника для маневрирования в ограниченном пространстве.
Тяни-толкай. Упрощённая версия предыдущего варианта. При входе в левый поворот левая рука захватывает руль сверху и тянет его вниз, а правая скользит вниз с противоположной стороны, пока не оказывается на одном уровне с левой. При необходимости дальнейшего вращения правая рука толкает руль вверх, а левая скользит в том же направлении, до положения, в котором можно снова начать тянуть руль вниз.
Вращательная техника (перекрещивание рук).
Водитель не переставляет руки, а просто вращает руль, перекрещивая руки. Эта техника позволяет постоянно надёжно фиксировать рулевое колесо и контролировать автомобиль.
Поворот рулевого колеса в неподвижном автомобиле называют сухим рулением. Настоятельно рекомендуется избегать сухого руления, так как оно накладывает нагрузку на рулевой механизм и вызывает сильный износ покрышек.

## Кнопки и приборы на рулевом колесе
Первой кнопкой, добавленной на рулевое колесо, был переключатель звукового сигнала. Традиционно располагавшийся на ступице рулевого колеса или на центральной пластине, переключатель был иногда расположен на рукояти или активизировался через декоративное кольцо, устраняющее потребность тянуться рукой далеко от обода руля. Дальнейшая разработка — руль «Rim Blow» (Удар по ободу), который имел переключатель звукового сигнала внутри своего обода.
Когда были введены системы контроля скорости в 1960-х годах, некоторые изготовители автомобилей располагали управляющий рычаг коробки передач на руле. В 1990-х годах распространение новых кнопок начало проявляться и на автомобильных рулях. Удаленной или альтернативной регулировкой для аудиосистемы, телефоном и звуковым управлением, акустическим повторением последнего указания навигационной системы, информационно-развлекательной системы и бортовым компьютером можно комфортно и безопасно управлять используя кнопки на руле. Это гарантирует высокий стандарт дополнительной безопасности, так как водитель может таким образом управлять многими системами даже не отнимая рук от руля и не отводя глаз от дороги.
Колёса прокрутки могут быть использованы для изменения громкости звука или выбора пункта меню.
Рулевой аудиоконтроль может использовать универсальные интерфейсы и адаптеры.
У кнопок могут быть настроены вручную протяжённость и высота.

## Игровые имитации

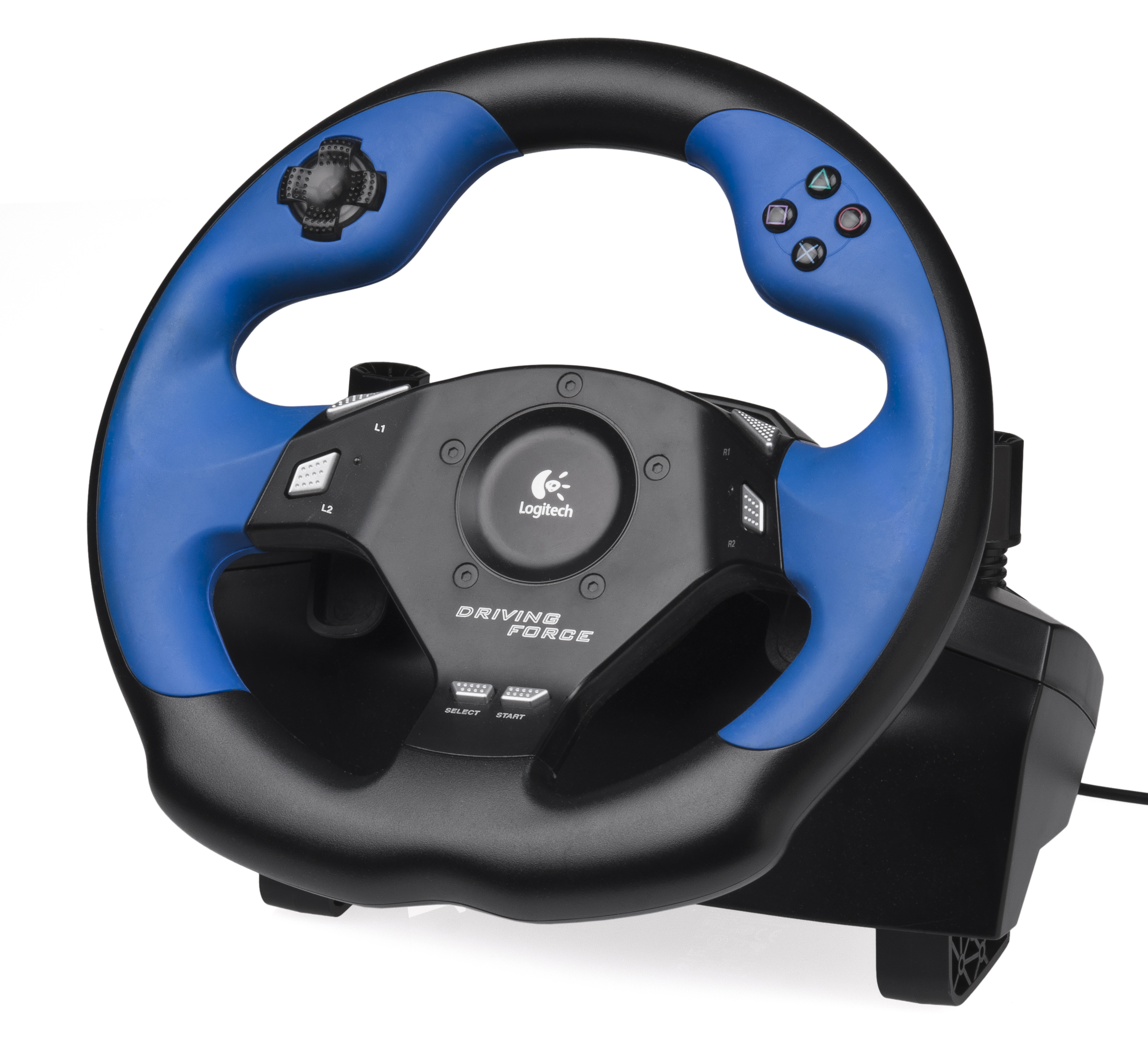
игровой руль

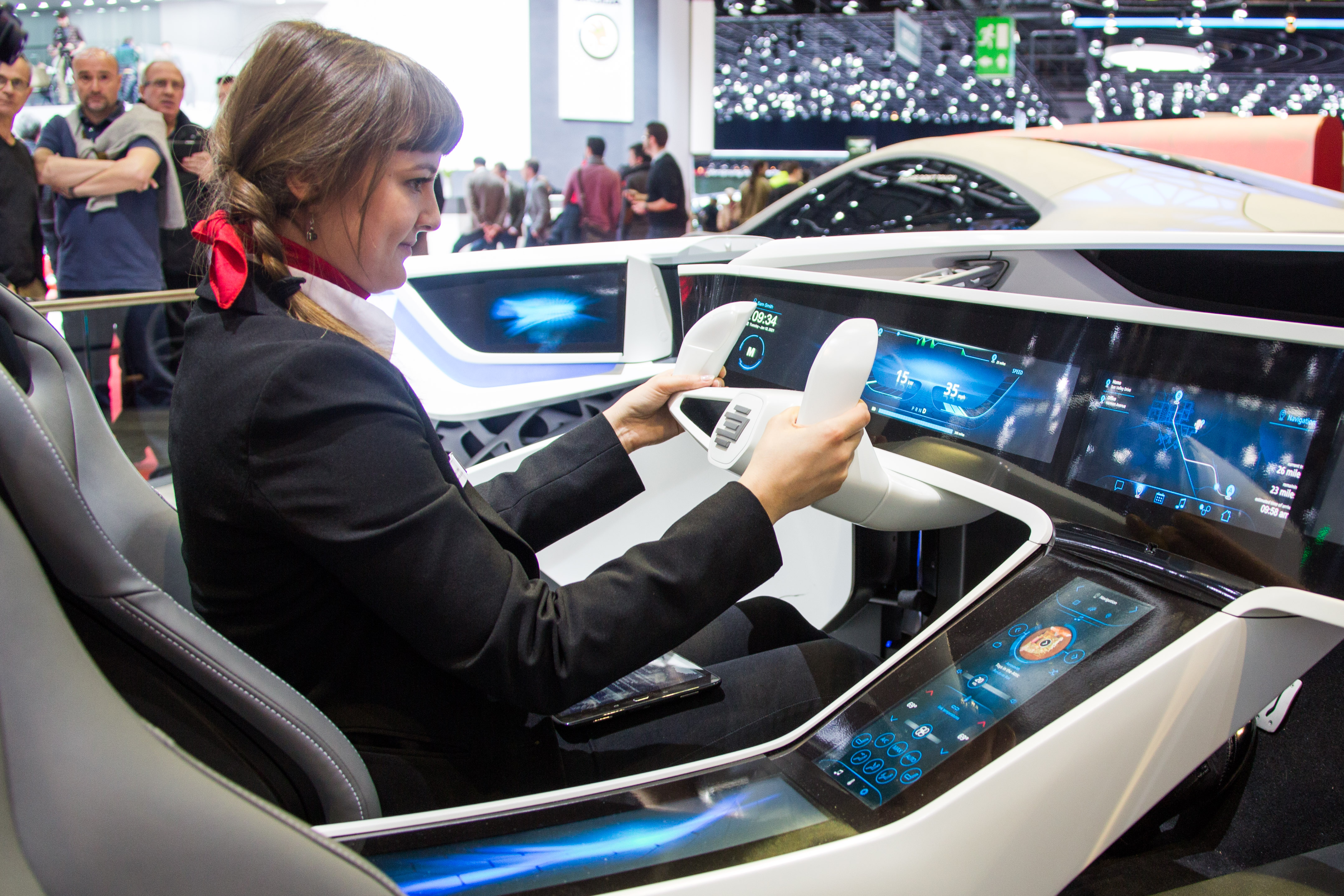
игровой руль

Игровые контроллеры, доступные для игровых автоматов, персональных компьютеров и игровых приставок разрабатываются как копии настоящих рулей и используются для игры в гоночные симуляторы. Наиболее дешёвые из них выглядят просто как большое рулевое колесо, но большинство из представленных на сегодняшний день имеют обратную связь для имитации тактильных ощущений от руля настоящей машины. Эта функция позволять получить ощущения езды настоящей машины.

## Чехол на руль
Чехол на руль имеет как эстетическое назначение, так и функциональное.
Чехол очень плотно охватывает руль и потому не проскальзывает. Для его крепления не требуется защёлок, зажимов, липучек и т. д.
Изготавливается из искусственной кожи или синтетических тканей с приклеенным по всей внутренней окружности тонким прорезиненным рифлёным слоем. Существует меховой чехол на руль. В основном такой чехол изготовляется из овчинной шерсти.
Интересен такой факт. В России, по ГОСТу, толщина рулевого колеса с надетым чехлом или оплёткой не должна превышать 40 мм.

## Подогрев руля
В новых комфортабельных автомобилях на руле есть подогрев для того, чтобы в зимнее время года руки водителя не замерзали.

## Тюнинг руля
Основные задачи, достигаемые при тюнинге руля, заключаются в улучшении показателей комфортности и внешнего вида путём подключения подогрева руля, изменения анатомии рулевого колеса и перетяжки руля натуральной или искусственной кожей, а также алькантарой. Все современные автомобили представительского класса оснащены кожаным рулём, обычно в тёмных тонах. Поэтому при перетяжке руля спросом пользуются вставки из цветной кожи.